# Ники Блонски
Ники Блонски (енгл. Nikki Blonsky) је америчка глумица и певачица, рођена 9. новембра 1988. године у Грејт Неку, Њујорк (САД).

## Филмографија
| Год. | Српски назив               | Оригинални назив | Улога           |
| ---- | -------------------------- | ---------------- | --------------- |
| 2007 | Лак за косу (филм из 2007) |                  | Трејси Тернблад |
| 2008 |                            |                  | Маги Бејкер     |
| 2008 |                            |                  | Ронда           |